# ایستگاه متروی الم پارک
ایستگاه متروی الم پارک (انگلیسی: Elm Park tube station) یکی از ایستگاه‌های خط ناحیه متروی لندن است.
این ایستگاه که در منطقه هیورینگ لندن قرار دارد در سال ۱۹۳۵ میلادی تأسیس شده است.